# Göran Stemme
Göran Stemme, född 4 februari 1958 i Täby, är en svensk ingenjör och forskare. Han är son till Erik Stemme och kusin till Nina Stemme.
Stemme blev 1981 civilingenjör i elektroteknik vid Chalmers tekniska högskola och 1987 teknologie doktor i fasta tillståndets elektronik vid Chalmers. Han blev 1990 docent vid Chalmers, och 1991 professor i elektrisk mätteknik vid Kungliga Tekniska högskolan. Han arbetar med mikrosystemteknik, framför allt små sensorer tillverkade av kisel.
Stemme invaldes 2004 som ledamot av Kungliga Vetenskapsakademien och är även IEEE Fellow.